# Podochilus mentawaiensis
Podochilus mentawaiensis är en orkidéart som beskrevs av Johannes Jacobus Smith. Podochilus mentawaiensis ingår i släktet Podochilus och familjen orkidéer. Inga underarter finns listade i Catalogue of Life.